# Liste des ambassadeurs du Royaume-Uni au Zimbabwe
L'ambassadeur du Royaume-Uni en république du Zimbabwe est le principal représentant diplomatique du Royaume-Uni au Zimbabwe et responsable de la mission diplomatique britannique à Harare.
Le Zimbabwe (anciennement la république de Rhodésie) est devenu une nation indépendante en 1980 à la suite des accords de Lancaster House du 21 décembre 1979. Initialement, le Zimbabwe était membre du Commonwealth britannique, de sorte que les représentants diplomatiques britanniques étaient hauts-commissaires. Le Zimbabwe s'est retiré du Commonwealth en 2003, depuis les représentants du Royaume-Uni sont des ambassadeurs.

## Liste des chefs de mission

### Hauts-commissaires
- 1980–1983 : Robin Byatt[1]
- 1983–1985 : Martin Ewans[2]
- 1985–1989 : Ramsay Melhuish[3]
- 1989–1992 : Kieran Prendergast[4]
- 1992–1995 : Richard Dales[5]
- 1995–1998 : Martin Williams[6]
- 1998–2001 : Peter Longworth[7]
- 2001–2003 : Brian Donnelly[7]

### Ambassadeurs
- 2003–2004 : Brian Donnelly
- 2004–2006 : Roderick Pullen[8]
- 2006–2009 : Andrew Pocock[9]
- 2009–2011 : Mark Canning[10]
- 2011–2014 : Deborah Bronnert[11]
- 2014–En cour : Catriona Laing[12]

## Controverse
L'ambassadeur Pocock, ainsi que d'autres diplomates étrangers, ont été brièvement arrêtés et menacés par la police du Zimbabwe le 13 mai 2008, alors qu'ils tentaient d'enquêter sur les violences commises contre la population rurale du Zimbabwe depuis les élections de mars 2008.